# Gasfeld Zohr
Das Gasfeld Zohr (arabisch حَقْل غاز ظهر, DMG Ḥaql ġāz zuhr ‚Gasfeld Blüte‘) wurde 2015 etwa 190 km vor der Küste von Ägypten entdeckt. Mit einer Ausdehnung von 100 Quadratkilometern und einem geschätzten Gasvolumen von 850 Milliarden Kubikmetern handelt es sich um das größte bisher entdeckte Gasfeld im Mittelmeer. Das angegebene Gasvolumen entspricht nominell gerade einem sogenannten supergigantischen Gasfeld. Bei Unterschreitung dieses Wertes fällt das Gasvorkommen in die Kategorie eines „Weltklasse-Giganten“. Entdeckt wurde es vom italienischen Erdöl- und Energiekonzern Eni in einem Gebiet von ca. 1500 m Wassertiefe mit einer Bohrung von 4000 m Tiefe in ägyptischen Hoheitsgewässern.
Bei einem jährlichen Verbrauch von 50 Milliarden Kubikmetern kann das Zohr-Feld alleine den ägyptischen Gasverbrauch rechnerisch 17 Jahre lang decken. Prognosen, dass Ägypten sich mit dem Zohr-Gasfeld vom Erdgasimporteur zum -exporteur wandeln könne, wurde von Experten jedoch widersprochen.
Zusammen mit anderen Gasfeldern könnte sich nach Ansicht von Fachleuten eine neue Gasförderregion im östlichen Mittelmeer ausbilden. Die Entdeckung könnte sich auf bereits ausgehandelte Gasexporte von Israel nach Ägypten auswirken.